# Night of Champions (2013)
Night of Champions (2013) — седьмое по счёту шоу Night of Champions, PPV-шоу производства американского рестлинг-промоушна WWE. Шоу прошло 15 сентября 2013 года на «Джо Луис-арене» в Детройте, Мичиган, США.

## Предыстория

#### Дэниел Брайан против Рэнди Ортона
18 августа на SummerSlam Дэниел Брайан победил Джона Сину и стал новым чемпионом WWE. Во время празднования победы Дэниела вышел Рэнди Ортон со своим контрактом «Money in the Bank», Ортон закешил свой чемоданчик и стал новым чемпионом. На следующий день на RAW Семья Макмэхонов объявила Рэнди Ортона новым «Корпоративным Чемпионом». После этого Стефани Макмэхон вызвала на арену Дэниела Брайана, тот вышел, но на него напали Щит и начали избивать, после чего выкатили Дэниела на ринг и Ортон сделал ему RKO. На SmackDown от 23 августа, во время промо Ортона, на арену вышел Брайан и предложил чемпиону побороться за его титул прямо сейчас. Но Рэнди на это не согласился и сказал, что реванш состоится на Night of Champions. Того же вечера, после матча Брайана против Уэйда Барретта в стальной клетке, Ортон вылез из под ринга и провёл Дэниелу RKO. На следующий день официальный сайт WWE подтвердил информацию о том, что Ортон будет биться с Брайаном на Night of Champions. На следующем RAW, после матча Кристиана против Рэнди Ортона, в котором победил последний, на титантроне высветился Дэниел Брайан. Он стоял около машины Ортона, которую тому подарил Triple H. Брайан встал с машины и показал что, он нарисовал на целой машине надписи «YES». Чемпиону это сильно не понравилось. Того же вечера Брайан бился в Гаунлет матче против Щита. Этот матч выиграл бывший чемпион по дисквалификации, после нападения на него всех участников Щита. После матча вышел разозлённый Ортон и сделал Дэниелу RKO. На SmackDown от 30 августа, во время матча между Брайаном и Райбеком, вышел Рэнди и стал около ринга. Когда Дэниел замкнул на Райбеке ЛеБелл Лок, Ортон не удержался и напал на Брайана, что привело к дисквалификации, после чего те начали драться. Вскоре на помощь чемпиону прибежали Щит, но Биг Шоу, который сидел за комментаторским столом весь SmackDown, это не понравилось и он вышел на ринг чтобы помочь бывшему чемпиону. Долго это не продолжилось, поскольку на ринг вышел Triple H и приказал Шоу покинуть ринг, угрожая увольнением. Когда Дэниел остался на ринге один, Вайпер и Щит атаковали его и «Псы Справедливости» провели Брайану Тройную Пауэрбомбу. После этого Сет Роллинс подал Ортону баллончик с краской и чемпион нарисовал на груди Дэниела «NO». На следующем RAW Рэнди рассказал, как он заплатил Брайану за испорченную машину, нарисовав ему на груди «NO». Но сразу же после этого на рампу вышел Брайан и сказал, что Ортону всё дается с протянутой руки, а он всё зарабатывает сам, что он может победить Рэнди и стать двукратным чемпионом WWE. Также стоявшему на ринге — Triple H это не понравилось и он назначил матч на главное событье между Брайаном и Биг Шоу. Этот матч выиграл Дэниел по дисквалификации, после нападения на него участников Щита по приказу Игрока. Биг Шоу покинул ринг и Щит атаковали Брайана. Гигант это увидел и выбежал на помочь «Бородачу». Игроку это не понравилось и он, угрожая, приказывает Биг Шоу отойти в сторону, чтобы Щит провели Брайану Тройную Пауэрбомбу. Гигант начал рыдать и Triple H наказал ему нокаутировать Брайана и Биг Шоу, долго сомневаясь, делал Дэниелу КО-Панч, после чего все ушли, а вышел Ортон, поставил ногу Брайану на грудь и поднял свой титул себе над головой.

#### Роб Ван Дам против Альберто Дель Рио
5 августа на RAW Роб Ван Дам победил чемпиона мира в тяжёлом весе Альберто Дель Рио в нетитульном матче, после вмешательства Рикардо Родригеса. После матча Дель Рио сильно избил Родригеса. 19 августа, после матча Альберто против Син Кары, в котором победил первый Рикардо вернулся и сказал, что теперь он представляет Роба Ван Дама, за что Дель Рио дважды нападал на Роба на RAW и один раз на SmackDown. На следующем RAW Ван Дам победил Альберто. Позднее генеральный менеджер этой арены — Брэд Мэддокс объявил, что Роб заслужил на матч с Дель Рио за титул чемпиона мира в тяжёлом весе и, что этот матч состоится на Night of Champions.

#### СМ Панк против Пола Хеймана и Кёртиса Акселя
После проигрыша Броку Леснару на SummerSlam СМ Панк продолжил фьюд с Полом Хейманом и с другим его клиентом — Кёртисом Акселем. На RAW от 19 августа, во время промо Панка, вышли Хейман и Аксель и «Лучший в Мире» напал на Кёртиса, выкинул его за ринг и они начали там биться. Хейман только наблюдал с рампы на это зрелище. В этой драке победу одержал Панк после GTS на стальные ступеньки. На следующем SmackDown, после матча Акселя против Коди Роудса, а котором выиграл первый, Кёртис кинул вызов Панку на матч на следующем RAW. Панк принял этот вызов и на следующим RAW состоялся матч Акселя и Панка, с условием, если Панк выигрывает, он будет драться с Полом Хейманом. В этом матче выиграл фейс после GTS. После матча Хейман попытался уйти, но рефери его остановили и не дали ему этого сделать, Панк вышел за ринг и Пол снова попытался сбежать, но тут остановила его уже охрана. Когда оба были на ринге, уже очнувшийся Аксель напал на Панка, взял меч кэндо и вместе с Хейманом надели на него наручники, после чего вдвоём начали избивать Панка. После этого Лучший в Мире сказал генеральному менеджеру RAW, что он хочет биться с Хейманом, но что Мэддокс ответил, что на Night of Champions Панк будет биться с Полом Хейманом и интерконтинентальным чемпионом Кёртисом Акселем в гандикап матче на выбывание без дисквалификаций.

#### Остальные матчи
На RAW от 26 августа, после матча-реванша с SummerSlam между Бри Беллой и Натальей, вышла Чемпионка Див — Эй Джей и прочитала очень красивое промо (подобное промо читал СМ Панк 27 июля 2011 года на RAW). На следующем RAW состоялся трёхсторонний матч между Натальей, Бри Беллой и Наоми за претендентство № 1 на титул чемпионки Див на Night of Champions. Этот матч закончился нападением Эй Джей на участниц матча, после чего был назначен четырёхсторонний матч между Эй Джей, Натальей, Наоми и Бри Беллой за титул чемпионки Див на Night of Champions.
После SummerSlam Дольф Зигглер дважды боролся со Щитом (на RAW от 19 августа и на SmackDown от 30 августа), в которых победу получали последние. На RAW от 2 сентября перед матчем Зигглера против Райбека, на Дольфа напал Дин Эмброус и избил его. На следующем SmackDown было объявлено, что на Night of Champions Зигглер будет бороться против Дина Эмброуса за титул чемпиона Соединённых Штатов WWE.
На RAW от 9 сентября назначили командный матч пяти команд на выбывание на Кик-офф Night of Champions между Братьями Усо (Джимми и Джей), 3МВ (Джиндер Махал и Хит Слейтер), Реальными Американцами (Джек Сваггер и Антонио Сезаро), Прайм Тайм Игроками (Даррен Янг и Тайтус O’Нил) и Тонами Фанка (Бродус Клэй и Тенсай). Победитель встретится с Командными чемпионами — Романом Рейнсом и Сетом Роллинсом в матче за их титулы, позднее на основном шоу.

## Матчи
| №                                | Матч | Тип Матча | Время |
| -------------------------------- | --- | --- | ----- |
| Kickoff                          | Прайм Тайм Игроки (Даррен Янг и Тайтус O’Нил) победили Тоны Фанка (Бродус Клэй и Тенсай) и Братьев Усо (Джимми и Джей) и Реальных Американцев (Джек Сваггер и Антонио Сезаро) (с Зебом Колтером) и 3МВ (Дрю Макинтайр и Хит Слейтер) | Командный матч пяти команд на выбывание                                                                                  | 11:03 |
| 1                                | Кёртис Аксель (с) победил Кофи Кингстона | Одиночный матч за титул Интерконтинентального чемпиона WWE                                                               | 13:54 |
| 2                                | Эй Джей Ли (с) победила Бри Беллу, Наталью, Наоми | Матч «Фатальная Четвёрка» за титул чемпионки Див                                                                         | 05:35 |
| 3                                | Роб Ван Дам (с Рикардо Родригесом) победил Альберто Дель Рио (с) по дисквалификации | Одиночный матч за титул чемпиона мира в тяжёлом весе                                                                     | 13:25 |
| 4                                | Миз победил Фанданго (с Саммер Рэй) по болевому | Одиночный матч | 07:53 |
| 5                                | Пол Хейман и Кёртис Аксель победили СМ Панкa | «Гандикап матч 2 на 1 на выбывание без дисквалификаций». Если Хейман не захочет принять участие в матче, он будет уволен | 15:48 |
| 6                                | Дин Эмброус (с) победил Дольфа Зигглера | Одиночный матч за титул чемпиона Соёдинённых Штатов WWE                                                                  | 09:51 |
| 7                                | Щит (Роман Рейнс и Сет Роллинс) (c) победили Прайм Тайм Игроков (Даррен Янг и Тайтус O’Нил) | Командный матч за титулы Командных чемпионов                                                                             | 07:31 |
| 8                                | Дэниел Брайан победил Рэнди Ортона (с) | Одиночный матч за титул чемпиона WWE                                                                                     | 17:42 |
| (c) – чемпион на момент поединка | | |       |

### Матчи на выбывание

#### Командный матч пяти команд на выбывание
| Номер | Команда                                                                | Номер вылета | Кеми выбиты            |
| ----- | ---------------------------------------------------------------------- | ------------ | ---------------------- |
| 1     | 3MB (Хит Слейтер и Дрю Макинтайр) (с Джиндером Махалом)                | 1            | Тонами Фанка           |
| 2     | Тоны Фанка (Бродус Клэй и Тенсай)                                      | 2            | Реальными Американцами |
| 3     | Реальные Американцы (Антонио Сезаро и Джек Сваггер) (с Зебом Колтером) | 4            | Прайм Тайм Игроками    |
| 4     | Братья Усо (Джимми и Джей)                                             | 3            | Реальными Американцами |
| 5     | Прайм Тайм Игроки (Даррен Янг и Тайтус O’Нил)                          | —            | Победители             |

#### СМ Панк против Пола Хеймана и Кёртиса Акселя
| Номер | Рестлер       | Кем выбит      | Примечания                                                    |
| ----- | ------------- | -------------- | ------------------------------------------------------------- |
| 1     | Кёртис Аксель | СМ Панком      | Аксель сдался после Anaconda Vise от Панка                    |
| 2     | СМ Панк       | Полом Хейманом | Выбежал Райбек, кинул СМ Панка в стол, и Хейман удержал Панка |
| 3     | Пол Хейман    | —              | Победитель                                                    |